# فرد ماكيفر
فرد ماكيفر (بالإنجليزية: Fred McIver)‏ هو لاعب كرة قدم بريطاني في مركز الوسط، ولد في 14 فبراير 1952 في Birtley, Tyne and Wear ‏ في المملكة المتحدة. لعب مع شيفيلد وينزداي.